# Ификопроскопты

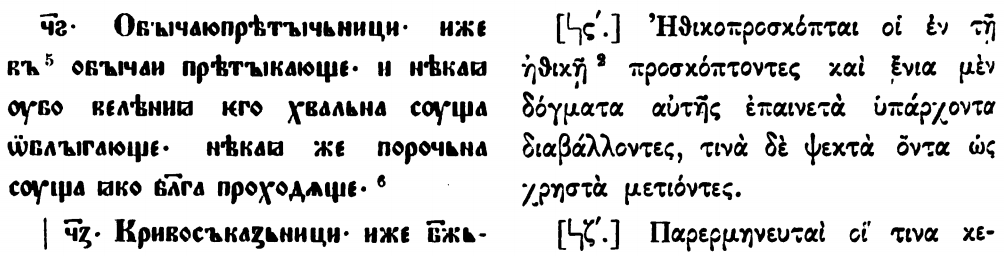
Ификопроскопты в книге В. Н. Бенешевича Древнеславянская кормчая XIV титулов без толкования. СПб, 1907.Т. 1.

Ификопроско́пты  (др.-греч. ἡθικοπροσκόπται от др.-греч. ἠθικός — «касающийся нравственности, этический» + др.-греч. προσ-κόπτω — «ударять, ушибать; наносить обиду, оскорблять»; лат. ethicoproscoptae; ст.‑слав. объιчаюпрѣтъιчьници) — еретики, описанные Иоанном Дамаскиным в книге «О ста ересях вкратце», 96 ересь. Какая численность этих еретиков и как долго они существовали, Иоанн Дамаскин не сообщает, он говорит лишь о том, что в нравах, или в деятельной жизни, они согрешают и некоторые учения, достойные одобрения, осуждают; некоторым же учениям, которые должны быть осуждены, следуют как полезным. 